# Risto Hurme
Risto Hurme, född den 16 maj 1950 i Åbo, Finland, är en finländsk idrottare inom modern femkamp och fäktning.
Han tog OS-brons i lagtävlingen i samband med de olympiska tävlingarna i modern femkamp 1972 i München.